# Pearl (X)
Pearl é uma personagem fictícia da série de filmes de terror slasher X. A personagem foi criada por Ti West e é interpretada pela atriz britânica Mia Goth. Ela apareceu pela primeira vez como antagonista em X (2022) e retorna como protagonista vilã e personagem-título em sua prequela, Pearl (2022). Em X, Goth foi escalada tanto para interpretar Pearl quanto como a final girl Maxine Minx, da qual Goth admitiu que desconhecia logo de início. O diretor Ti West explicou que o motivo era para mostrar as semelhanças entre os dois personagens. Goth comentou que sentia "muita simpatia" por Pearl em X e notou que preferia pensar em Pearl "nem como vilã nem como vítima."
Acreditando que a personagem seria o "destaque" de X, Goth e West escreveram uma prequela para o filme, ambientada durante a Primeira Guerra Mundial e a pandemia de gripe espanhola, que foi filmada imediatamente após X e teve Goth reprisando o papel de Pearl. A prequela, nomeada em homenagem à personagem, foi definida para focar em como a história de Pearl a levou a se tornar uma assassina sem fazer tentativas de humanizar seu comportamento. Goth caracterizou a Pearl mais jovem como "uma sonhadora" e "uma pessoa emocional que usa seu coração na manga e é bastante sensível". Tanto a personagem de Pearl quanto as performances de Goth em ambos os filmes receberam forte aclamação da crítica.

## Aparições
A personagem conhecida como Pearl fez sua aparição inicial em X. No filme, que se passa no Texas no ano de 1979, Pearl e seu marido, Howard (Stephen Ure), são um casal de idosos vivendo em uma fazenda. Devido à sua idade e condição cardíaca, Howard não consegue fazer sexo, apesar das tentativas de sedução de Pearl. Quando um grupo de jovens cineastas começa a filmar um filme pornográfico, Pearl fica invejosa de sua juventude, o que a motiva a matar o diretor do filme, RJ (Owen Campbell), o membro da equipe Wayne (Martin Henderson) e a atriz Bobby-Lynne (Brittany Snow), tornando-se obcecada pela outra atriz, Maxine (Goth). Pearl e Howard se reúnem e entram na casa de hóspedes, onde Pearl finalmente consegue convencê-lo a fazer sexo com ela. Depois disso, Howard atira na membro da equipe Lorraine (Jenna Ortega) após pegá-la tentando escapar. Enquanto movem o corpo dela, Howard tem um ataque cardíaco antes que Maxine apareça e ameace atirar em Pearl com uma pistola descarregada. Pearl tenta atirar em Maxine com a arma de Howard, mas o recuo a derruba de volta na varanda, quebrando seu quadril. Isso dá tempo para Maxine entrar no caminhão de Howard, engatar a ré e esmagar a cabeça de Pearl, escapando em seguida.
A personagem retornou na prequela, Pearl. Ambientado em 1918, o filme mostra Pearl na casa dos 20 anos. Pearl vive na propriedade rural de sua família com seu pai paralítico (Matthew Sunderland) e sua severa mãe alemã, Ruth (Tandi Wright), enquanto seu marido Howard (Alistair Sewell) serve na Primeira Guerra Mundial. Pearl mostra sinais de psicopatia ao matar animais de fazenda e abusar fisicamente do pai. Pearl conhece um belo projecionista (David Corenswet) depois de assistir a um filme que ela imagina ser um espantalho com quem ela se masturba no caminho para casa. A cunhada de Pearl, Mitsy (Emma Jenkins-Purro) conta a ela sobre um teste para encontrar dançarinos para uma trupe itinerante, que Pearl vê como sua oportunidade de escapar de sua vida. No entanto, quando Ruth encontra um programa de teatro que Pearl escondeu, as duas discutem, resultando em Pearl acidentalmente incendiando o vestido de Ruth e causando queimaduras com risco de vida quando Pearl usa água fervente para apagar as chamas. Pearl arrasta Ruth para o porão antes de fugir para o cinema, onde faz sexo com o projecionista. No dia seguinte, ele a leva de volta para casa, mas quando tenta sair, Pearl acaba surtando, e em um ataque de raiva ela o esfaqueia até a morte com um forcado. Ela se desfaz do corpo dele antes de sufocar o pai e sair para o teste, onde é rejeitada, fazendo com que ela afirme desesperadamente que "é uma estrela". De volta para casa, Pearl faz uma longa confissão a Mitsy sobre seu ressentimento em relação ao marido, tendo um caso, matando animais, seus pais e o projecionista. Ela também revela que estava grávida de um filho dele, o que a deixou enojada, então ela encontrou grande satisfação em abortá-lo. Pearl então intimida uma Mitsy atordoada a confessar que ganhou a audição antes de matá-la com um machado. Quando Howard retorna da guerra, Pearl o cumprimenta com um sorriso dolorido.
No terceiro filme, MaXXXine, ambientado em 1985, Pearl aparece em sequências de flashbacks e durante sequências em que Maxine brevemente visualiza a personagem. Neste filme, seu sobrenome também é revelado como Douglas pelo investigador particular John Labat (Kevin Bacon).

## Desenvolvimento

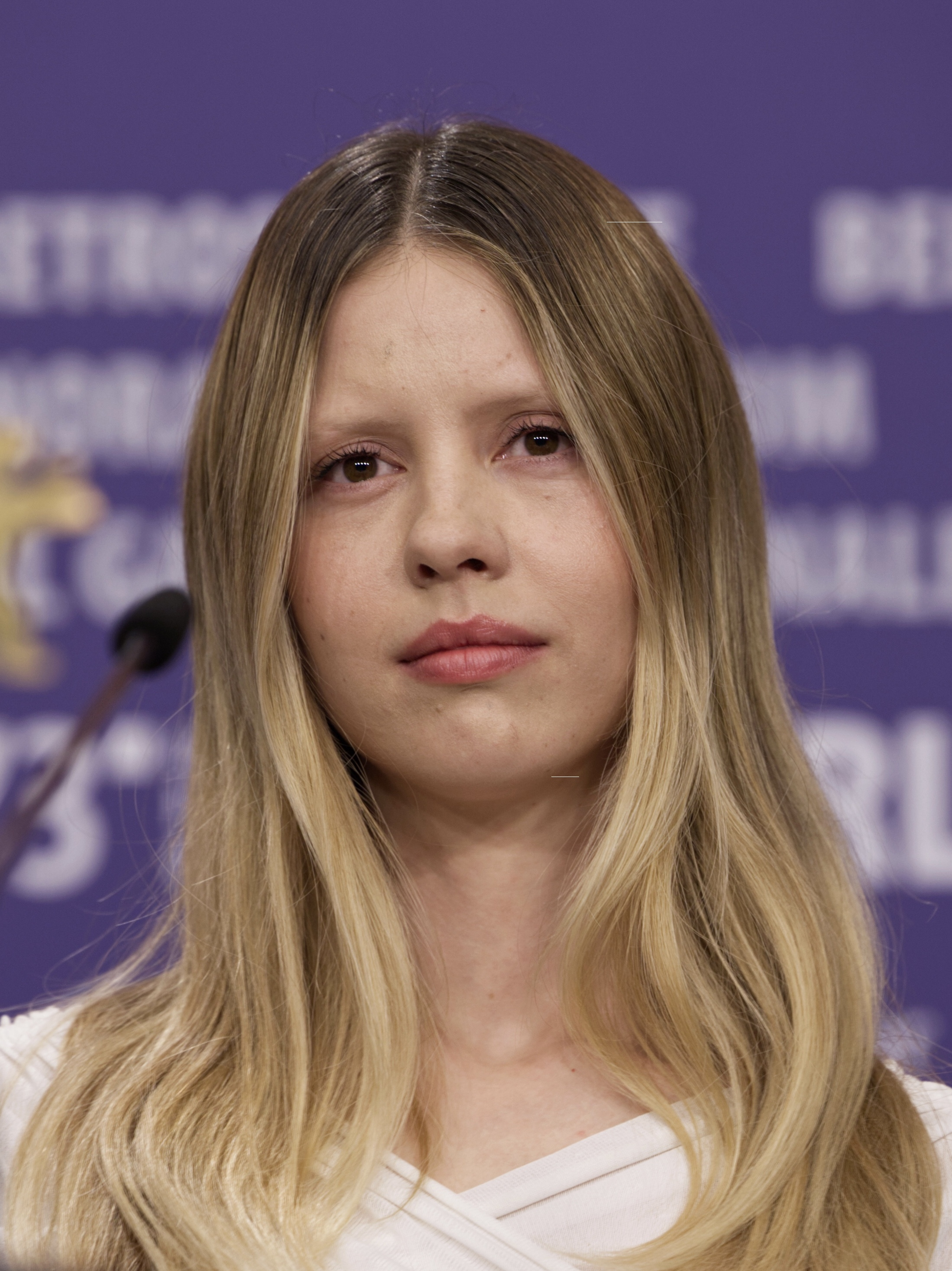
Mia Goth (foto) interpreta Pearl e Maxine em X. O papel duplo foi contratado pelo diretor Ti West para enfatizar as semelhanças entre as personagens.

Em X, Mia Goth foi escalada como a antagonista idosa, Pearl, e a final girl, Maxine Minx, tornando-a a única atriz do filme com um papel duplo. O diretor Ti West explicou que isso era para mostrar as semelhanças entre as duas personagens. Como o tema de X era a justaposição entre idade e liberação sexual, Pearl pretendia atuar como uma previsão do futuro de Maxine. Logo de início, Goth não sabia que estava sendo considerada para interpretar Pearl e Maxine, explicando que ficou chocada e interessada ao saber da notícia. West admitiu que pretendia desde o início que as duas personagens compartilhassem uma única atriz, pois "sempre pensou nelas como personagens diferentes, mas a mesma pessoa". Ele também acreditava que o elenco duplo ajudaria o filme a se destacar entre outros filmes slashers. Goth detalhou que ela e West conversaram "longamente" durante meses sobre a conexão de Pearl com Maxine, pois, em suas palavras: "elas carregam a mesma essência e estão apenas em estágios de vida diferentes [...] mas seu espírito é o mesmo". A atriz acrescentou que ela e West estavam particularmente interessados nos desejos e medos das personagens.
Demorou mais de 8 horas para aplicar totalmente a maquiagem protética de Pearl. Goth gostou de filmar cenas em que aparece como Maxine e Pearl, observando que "parecia uma peça" e, em suas palavras; "como você não está trabalhando com um ator diferente, você pode realmente se voltar para dentro de si" e "você pode estar em sua própria mente e criar o que quiser". Goth disse que ler o roteiro várias vezes lhe deu muitas interpretações da personagem de Pearl, observando que isso a ajudou a imaginar a humanidade e a complexidade da personagem, acrescentando que, como resultado, ela teve muitas ideias para a mesma. Goth proclamou que sentia "muita simpatia" por Pearl, o que ela achou importante, pois resultou em Pearl não ser apresentada como um tropo ou monstro, comentando que isso ajudou o papel a se tornar mais interessante. Goth acrescentou que nunca imaginou Pearl como uma vilã ou uma vítima, preferindo pensar que Pearl "viu algo em Maxine" que despertou seu instinto assassino que estava há muito reprimido. A atriz inicialmente lutou para fazer malabarismos interpretando as duas personagens e dando a cada uma delas uma quantidade igual de pensamento.
Antes da conclusão das filmagens de X, Goth e West começaram a escrever uma prequela, Pearl, para focar na personagem título, pois acreditavam que a personagem seria "a destaque" de X, com West convencendo o estúdio, A24, a permitir que os filmes fossem filmados consecutivamente. West e Goth frequentemente discutiam a possível história de fundo de Pearl durante e após a produção de X, levando à ideia de criar uma prequela. Além de ajudar a escrever o filme, que foi a primeira vez que ela escreveu para um filme, Goth estava preparada para reprisar seu papel como Pearl. A prequela focou em Pearl quando jovem durante a Primeira Guerra Mundial, e como sua história a levou a se tornar uma assassina, sem fazer tentativas de humanizar seu comportamento. Goth comentou que Pearl ter sido filmado logo depois de X a ajudou a imaginar uma versão mais jovem de sua personagem, já que ela estava familiarizada com a equipe e o cenário, acrescentando que ela conseguia se lembrar facilmente de X e "usar isso para o desenvolvimento da jovem Pearl e o que [Goth] queria fazer com ela". O cenário ser o mesmo, mas remodelado, ajudou Goth a inspirar sua performance, como a atriz explicou: "pisar [no cenário] pela primeira vez depois que eles tinham reformado tudo fez [ela] se sentir muito confiante, como se todas [suas] ideias e o que [ela] estava fazendo com Pearl fossem se encaixar perfeitamente neste mundo. Se [ela] tivesse entrado naquele set e não estivesse tão aprimorado e vibrante como antes, [ela] poderia ter se sentido um pouco insegura quanto ao que [ela] queria fazer. Ver isso juntou tudo muito bem".
Goth considerou o papel de Pearl como um "presente mais do que qualquer coisa" e a caracterizou na prequela como "uma sonhadora" e "uma pessoa emotiva que usa o coração na manga e é bastante sensível", ao que ela opinou: "ter uma personagem como essa para cravar os dentes foi tão rico". Ao desenvolver as crenças e a personalidade de Pearl para a prequela, Goth se identificou intimamente com "as maneiras como sua personagem vê os filmes como um caminho para uma vida melhor". Goth admirou como Pearl tinha uma "paisagem interior complexa", observando que ela não tinha certeza de como abordou sua atuação, atribuindo isso a uma forte compreensão de sua personagem. West admirou a capacidade de Goth de "criar uma personagem vilã que não era [...] uma vilã normal", e também como ela trouxe "humanidade" para Pearl, observando que o filme dependia disso. Goth comentou que estava "apavorada" ao filmar a cena-monólogo em que Pearl confessa seus assassinatos e desconforto mental, pois foi uma cena longa e única.

## Recepção crítica
A atuação de Goth como Pearl recebeu forte aclamação da crítica. Danielle Ryan do Slashfilm chamou Pearl de "personagem complicada", comentando que "Goth interpreta Pearl como desequilibrada e identificável". Clarisse Loughrey do The Independent elogiou como o desempenho de Goth tornou o comportamento de Pearl crível, detalhando: "Seu compromisso com cada grito sufocado por atenção, com cada desvio da realidade com olhos vidrados, é incontestável. O que é ainda mais impressionante é a delicadeza com que a atriz revela a inocência de Pearl, para nos mostrar uma mulher tão aberta ao mundo e vulnerável às suas crueldades que se tornou corrompida além da esperança". Ana Peres, do MovieWeb, classificou as atuações de Goth em X e Pearl como as "melhores atuações em filmes de terror em 2022", escrevendo que a atriz "surpreendeu a todos com sua atuação marcante", elogiando-a ainda por dar vida à personagem com sua "perfeita sensibilidade e vulnerabilidade". Harry Guerin da RTÉ elogiou o desempenho de Goth, detalhando: "Goth alterna entre infantil, atraente e aterrorizante". Angelo Delos Trinos, da CBR, listou a atuação de Mia Goth como uma das 10 atrizes desprezadas pelo Óscar, escrevendo: "ao interpretar Pearl mais velha e mais jovem em X e Pearl, respectivamente, Mia Goth consolidou seu lugar como uma das melhores novas atrizes trabalhando no gênero de terror atualmente". David Caballero do Collider escreveu que Goth entregou "um retrato tour-de-força de desespero, frustração e melancolia", considerando-a "digna de um Oscar". Em uma crítica de Pearl, Ryan Gilbey do The New Statesman escreveu que "Pearl deseja tanto ser uma estrela. Parte do prazer do filme reside em perceber que Goth já o é". Jen Yamato, do Los Angeles Times, escreveu "Goth libera um monstro repleto de complexidade, vulnerabilidade, humanidade e raiva, uma heroína perturbada da Disney enlouquecida por seu desejo pela vida que deseja". Damon Wise do Deadline elogiou o desempenho de Goth, chamando-a de uma "potência" que "eleva o que poderia facilmente ser um vilão de desenho animado".
A personagem Pearl também foi recebida positivamente pela crítica. Clark Collins, da Entertainment Weekly, considerou o personagem Pearl um dos "maiores papéis de terror" de 2022. Wendy Ide, do The Guardian, elogiou a personagem de Pearl, escrevendo que ela estava "cheia de crueldade infantil e da podridão arrepiante da loucura, tudo culminado com uma necessidade monstruosa e distorcida de ser amada". Loughrey (The Independent) declarou Pearl como um "novo ícone do terror". Alison Foreman, do IndieWire, classificou Pearl como a sexta vilã feminina de terror mais assustadora, nomeando o monólogo de Pearl como sua "cena mais assustadora", pois "destrói ferozmente a psique de Pearl" e "é amargo, contundente e brutalmente assustador". Yamato (Los Angeles Times) considerou Pearl um "papel ricamente dinâmico", acrescentando que o monólogo da personagem foi um "para sempre". Delos Trinos (CBR) chamou Pearl de "um monstro trágico icônico" e uma "figura assustadoramente trágica". Sofia Torres, do The Heights, nomeou Pearl como uma personagem "brilhantemente complexa" que deixa os espectadores em conflito, escrevendo: "De certa forma, a autoconsciência de Pearl e, às vezes, seu remorso humanizam sua personagem". Nicholas Johnson, do MovieWeb, chamou Pearl de "uma das adições mais recentes ao cânone dos terríveis assassinos em série de filmes de terror" e "longe de ser um assassino em massa unidimensional". Uma cena de Pearl onde a personagem título grita "Eu sou uma estrela" se tornou um meme popular nas redes sociais após o lançamento do filme.